# Procanace cressoni
Procanace cressoni är en tvåvingeart som beskrevs av Wirth 1951. Procanace cressoni ingår i släktet Procanace och familjen Canacidae. Inga underarter finns listade i Catalogue of Life.